# Achrus heptapotamicus
Achrus heptapotamicus är en insektsart som beskrevs av Mitjaev 1971. Achrus heptapotamicus ingår i släktet Achrus och familjen dvärgstritar. Inga underarter finns listade i Catalogue of Life.